# Леста Игры
«Леста Игры» (ранее известна как Lesta Games) — российская компания, специализирующаяся на разработке компьютерных игр, со студиями в Санкт-Петербурге, Москве, Минске и Ташкенте. С 2022 года Lesta Games занимается оперированием и разработкой проектов «Мир танков», «Мир кораблей», Tanks Blitz и Royal Quest на территории России и Беларуси.

## История
Компания Lesta Games была основана в 1991 году Маликом Хатажаевым вместе с двумя единомышленниками. По словам Хатажаева, название студии отсылает к классической опере «Леста — днепровская русалка». В январе 1998 года студия вошла в тройку крупных компаний Санкт-Петербурга, занимающихся компьютерной графикой, наряду с Positive и Creat. В 2011 году компания вошла в состав белорусской компании Wargaming. В 2012 году в Lesta Studio работало 150 человек.
В 2015 году на базе Lesta Games была запущена образовательная платформа Wargaming Academy, целью которой стало ознакомление слушателей с тонкостями и нюансами игровой индустрии.
10 декабря 2019 года Малик Хатажаев, генеральный директор компании, стал лауреатом Премии РБК Петербург 2019 в номинации «Менеджер» за «успешный синтез истории, математики и коммерции, приведший к росту выручки».
31 марта 2022 года компания Wargaming передала свой игровой бизнес в России и Беларуси под местное управление Lesta Games, а 4 апреля заявила, что Lesta Games более не аффилирована с Wargaming. По заявлению Forbes, сделанном в июле 2022 года, новым собственником компании стал бывший руководитель российского подразделения Wargaming и один из первоначальных сооснователей студии Малик Хатажаев. 12 октября 2022 года Lesta Games объявила о ребрендинге игр World of Tanks, World of Warships и World of Tanks Blitz, которые стали распространяться в России и Беларуси под названиями «Мир танков», «Мир кораблей» и Tanks Blitz соответственно.
В ноябре 2023 года стало известно, что Lesta Games ведет работу над новой AAA-игрой, бюджет разработки которой составит около 25-30 млн $.
29 октября 2024 года Lesta Games изменила свое название на «Леста Игры».
17 апреля 2025 года Таганский районный суд арестовал активы ряда юрлиц студии «Леста Игры» (включая главное юрлицо, ООО «Леста»). В телеграм-канале «Леста Игры» было опубликовано сообщение о том, что руководство компании «в курсе ситуации и проблема решается». 26 апреля 2025 года Генеральная прокуратура РФ обратилась в суд с требованием о запрете деятельности объединения, в которое, по данным ведомства, входят совладелец российского разработчика компьютерных игр «Леста Игры» Малик Хатажаев и основатель компании Wargaming Виктор Кислый. Также прокуратура потребовала передать 100 % долей юридического лица «Леста» в собственность государства.
3 июня 2025 года Таганский районный суд Москвы признал Малика Хатажаева и Виктора Кислого участниками экстремистского объединения и удовлетворил требование прокуратуры об обращении в доход государства 100 % долей в уставном капитале трех юридических лиц, входящих в структуру «Леста Игры».
В июле 2025 года новым главой компании стал бывший гендиректор VK Борис Добродеев.

## Проекты

### Разработанные игры
| Год  | Название                     | Платформы             | Издатель                                    |
| ---- | ---------------------------- | --------------------- | ------------------------------------------- |
| 2003 | Антанта                      | Windows               | Buka Entertainment, Encore, Inc.            |
| 2005 | Стальные монстры             | Windows               | Buka Entertainment, CDV Software            |
| 2007 | Стальные монстры: Союзники   | Windows               | Buka Entertainment, Excalibur Publishing    |
| 2007 | Агрессия                     | Windows               | Buka Entertainment, Playlogic Entertainment |
| 2008 | 9 рота                       | Windows               | Новый диск, Techland                        |
| 2008 | Time Machine: Evolution      | Windows               | Невософт                                    |
| 2009 | Cannon Strike                | Windows               | 1С                                          |
| 2009 | Империя: Смутное время       | Windows               | 1С                                          |
| 2010 | Elements of War              | Windows               | Playnatic Entertainment, Kalypso Media      |
| 2011 | Nightmare Realm              | Windows               | Big Fish Games                              |
| 2012 | Time Machine: Rogue Pilot    | PlayStation 3         | Lesta Studio                                |
| 2012 | Nightmare Realm: In the End… | Windows               | Lesta Studio                                |
| 2014 | Fright                       | Windows               | Lesta Studio                                |
| 2015 | World of Warships            | Windows               | Wargaming                                   |
| 2022 | Мир танков                   | Windows               | Lesta Games                                 |
| 2022 | Мир кораблей                 | Windows               | Lesta Games                                 |
| 2022 | Tanks Blitz                  | Windows, iOS, Android | Lesta Games, East Games                     |

### Мультимедиапроекты
- 2007 — «Военная энциклопедия. Оружие Второй мировой» — интерактивная энциклопедия, выпущенная совместно с издательством «ИДДК»[20].

### Видеопродукция
Видеодепартамент компании принимал участие в создании таких российских фильмов, как «Ночной дозор», «Тарас Бульба», «Меченосец» и «Стритрейсеры», а также в работе над телесериалом «Мастер и Маргарита».